# گذشته ماقبل تاریخی او
گذشته ماقبل تاریخی او (به انگلیسی: His Prehistoric Past) فیلمی کوتاه و صامت، به نویسندگی و کارگردانی و بازی چارلی چاپلین و تولید سال ۱۹۱۴ می‌باشد.

## داستان
چارلی در دوران انسان‌های اولیه زندگی می‌کند و در آنجا بر سر مسائلی با دیگران درگیر می‌شود. زمانی که مردی بر سر او سنگی می‌کوبد، او از خواب می‌پرد و می‌بینیم که چارلی در عصر جدید است و روی نیمکت پارک دراز کشیده و پلیسی او را از خواب بلند می‌کند.

## بازیگران
- چارلی چاپلین
- مک سوین
- فریتز چیدا
- سیسیل آرنولد
- ال سنت جان در نقش غارنشین
- سیدنی چاپلین در نقش پلیس
- تد ادواردز
- ژن مارش

## دربارهٔ فیلم
- لباس تمام بازیگران مثل لباس انسان‌های اولیه است. لباس چارلی هم همین‌طور. اما همچنان کلاه و عصا دارد و سیگار می‌کشد.
- این فیلم، آخرین فعالیت چاپلین در استودیو کی‌استون می‌باشد.